# Хоранов, Валентин Захарович
Уджуко Дзанхо́тович (Валентин Заха́рович) Хора́нов (осет. Хора́нты Дзанхо́ты фырт Уджы́хъо)(22 февраля [6 марта] 1874, ст. Ардонская — 1929 (по другим данным 1921), Северная Двина) — военачальник Русской императорской армии, полковник. В Добровольческой армии и ВСЮР — командир 2-го Кубанского полка, начальник 4-й Кубанской казачьей дивизии, командир 2-го Кубанского конного корпуса, генерал-майор. Попал в плен, репрессирован, расстрелян.

## Биография
Хоранов Уджуко Дзанхотович (Валентин Захарович) — уроженец Владикавказского округа Терской области. Из осетин. По мнению Ф. И. Елисеева, Уджуко Дзанхотович Хоранов был младшим братом генерала Созрыко Дзанхотовича Хоранова. Окончил Ставропольскую гимназию. После гимназии хотел стать юристом и окончил Ярославский Демидовский лицей. Потом окончил Киевское пехотное юнкерское училище и вышел хорунжим в один из пластунских батальонов Кубанского казачьего войска. За несколько лет до Первой мировой войны 1914 года перевелся в 1-й Кавказский полк, размещавшийся у персидской и афганской границы, в селениях Тахта-Базар, Пуль-и-Хатум и крепости Кушка. За отлично-усердную службу и труды, понесенные на границе с Персией пожалован орденом Св. Станислава 2-й ст. (ВП от 16 марта 1914 года).

### Военная карьера[3][2]
- После Киевского пехотного юнкерского училища вышел хорунжим в Кубанский пластунский батальон.
- Подъесаул 1-го Кавказского казачьего полка Кубанского казачьего войска
- с 17 марта 1912 года в Персии
- За отлично-усердную службу и труды, понесенные в Персии пожалован орденом Св. Станислава 2-й ст. (ВП от 16 марта 1914 года).
- Участвовал в Первой мировой войне.
- пожалован за отличия в делах против неприятеля" орденом Св. Анны 2-й ст. с мечами (ВП от 13 февраля 1915 года),
- пожалован мечами к ордену Св. Станислава 2-й ст. (ВП от 13 февраля 1915 года)
- к 1 декабря 1916 года помощник командира 2-го Кавказского полка Кубанского казачьего войска
- 4 марта 1917 года полковник.
- В годы Гражданской войны числился в составе Добровольческой армии и Вооружённых сил Юга России.
- 1919 год — командир 2-го Кубанского казачьего полка,
- Февраль — март 1920 года — начальник 4-й Кубанской казачьей дивизии,
- с 12 апреля 1920 года — генерал-майор, командир 2-го Кубанского конного корпуса.

### Плен, лагеря и расстрел
После «Новороссийской катастрофы» 4-й Кубанская казачья дивизия вошла в составе Сочинской группы войск (с апреля — войска Кавказского побережья). Когда 17 апреля 1920 года командующий Кубанской армией Н. А. Морозов принял решение о капитуляции, Хоранов действовал в соответствии с полученной командой сложить оружие. Взят в плен в апреле 1920 года под г. Сочи.
По свидетельству Ф. И. Елисеева, в апреле 1920 года В. Хоранов высказывал готовность сотрудничать с советской властью и в этом вопросе разделял мнение командующего армией Н. А. Морозова, который к этому времени разочаровался в Белом движении и верил в возможность примирения с красными. В первые дни после капитуляции Кубанской армии, объявив, что «согласен командовать и красным конным корпусом», В. Хоранов получил от советских властей г. Адлера разрешение ехать на Кубань, однако, после того, как вблизи ст. Белореченской красный конный разъезд отобрал у него экипаж, был вынужден вернуться в часть.
В составе группы офицеров под командой Н. А. Морозова («морозовцев»), Хоранов был направлен в Ростов-на-Дону, и далее в Москву, для назначения на командные должности в Красной армии на Польский фронт. Из Москвы морозовцы были переведены в Кострому, где содержались в тюрьме. После обращения в ЧК, по распоряжению из Москвы, освобождены и прикомандированы к стоявшему в Костроме запасному пехотному полку. На 20 октября 1920 года В. Хоранов состоял в резерве чинов Московского военного округа, обучался на военно-политических курсах организованных в Москве для пленных офицеров . Содержался в лагере в Екатеринбурге, где продолжалось обучение на военно-политических курсах, участвовал в джигитовке на выступлениях казачьего хора. По ходатайству «совета меньшинств», состоявшего из сосланных в Екатеринбург горцев Кавказа, генерал Хоранов, как юрист по образованию, был направлен в Москву для назначения на гражданскую службу на Кавказе. В начале 1922 года состоял на особом учёте в Горском ОВК. Повторно арестовaн в 1929 году, расстрелян на Северной Двине (по другим данным был расстрелян в 1921 году)

## Оценки
Отличный полковой товарищ, веселый, добрый, беззаботный. Любитель пошутить и критиковать высшее начальство, начиная со своего командира сотни, есаула Захария Зиновьевича Котляра. Дамский кавалер. 
С женой был в трагической разлуке из-за своего друга, офицера-осетина Лазаря Бичерахова. Скучал, почему по субботам посещал балы в гарнизонном собрании - единственное культурное развлечение в Мерве. Отлично танцевал все бальные танцы, а свою кавказскую лезгинку - исключительно точно, стильно, с полным пониманием этого классического танца кавказских горцев. 
Был спортивен и силен. И несмотря на свою слегка мясистую фигуру, приходя в нашу учебную команду, отлично делал «скобку» и на параллельных брусьях, и на турнике. А прыжками в длину никто не был сильнее его.
К казакам был очень добр, службой их не напрягал. Конный строй он мало знал, не интересовался им и даже не имел собственной лошади, выезжая на разные учения на казачьей лошади.Ф.И. Елисеев, Лабинцы. Побег из красной России
В мемуарах генерала В. Г. Науменко, В. З. Хоранов обвиняется в том, что он препятствовал посадке казаков на корабли в х. Веселом, во время эвакуации белой армии. Науменко считал, что Хоранов догнал и убедил вернуться и сдать оружие шесть полков, которые направлялись к грузинской границе. Однако, по мнению Ф. И. Елисеева, генерал Науменко делал эти выводы со слов других лиц. Елисеев пишет: «… он [Хоранов] никому, главное — „категорически“, не воспрещал уклоняться от сдачи, как пишет В. Г. Науменко.» и далее: «Никакие шесть полков не направлялись к Грузинской границе, почему Хоранов и не „догнал их и убедил вернуться“».
«Добрый, слабовольный человек, одинокий, потерявший жену драматически, окрыленный недавно полученным чином генерала и должностью командира корпуса, по своему легко меняющемуся настроению — он решил лично остаться. Но никого он не уговаривал „остаться“ — ни офицеров, ни части корпуса, которые были в разных пунктах» .